# Ваняикин, Дмитрий Борисович
Дмитрий Борисович Ваняикин (укр. Дмитро Борисович Ваняікін; род. 14 января 1966) — советский и украинский легкоатлет, специалист по бегу на короткие дистанции. Выступал за сборные СССР и Украины по лёгкой атлетике в 1980-х и 1990-х годах, обладатель серебряной медали чемпионата Европы, победитель первенств всесоюзного и республиканского значения, действующий рекордсмен Украины в эстафете 4 × 200 метров, участник чемпионата мира в Гётеборге. Тренер по лёгкой атлетике.

## Биография
Родился 14 января 1966 года.
Проходил подготовку под руководством заслуженного тренера Украины Владимира Владимировича Игнатенко.
Впервые заявил о себе на всесоюзном уровне в сезоне 1986 года, когда на чемпионате СССР в Киеве вместе с украинской командой одержал победу в эстафете 4 × 100 метров. Позднее на IX летней Спартакиаде народов СССР в Ташкенте вновь занял первое место в этой дисциплине.
В 1988 году на чемпионате СССР в Таллине стал бронзовым призёром в эстафете 4 × 100 метров.
В 1991 году на чемпионате страны в рамках X летней Спартакиады народов СССР в Киеве снова взял бронзу в эстафете 4 × 100 метров.
После распада Советского Союза Ваняикин остался действующим спортсменом и продолжил принимать участие в крупнейших легкоатлетических стартах в составе украинской национальной сборной. Так, в июне 1993 года он представлял страну на соревнованиях Pearl European Relays в Портсмуте, где вместе с соотечественниками установил сразу два национальных рекорда, в эстафетах 4 × 100 и 4 × 200 метров — 38,85 и 1.21,32 соответственно. Второй рекорд до сих пор остаётся непревзойдённым.
В 1994 году в эстафете 4 × 100 метров был вторым на Кубке Европы в Бирмингеме и на чемпионате Европы в Хельсинки.
В 1995 году в той же дисциплине одержал победу на чемпионате Украины в Киеве, занял седьмое место на чемпионате мира в Гётеборге.
В 1997 году на чемпионате Украины в Киеве вновь победил в эстафете 4 × 100 метров.
Завершил спортивную карьеру по окончании сезона 1998 года.
Впоследствии проявил себя на тренерском поприще, в качестве тренера сотрудничал с легкоатлетическими сборными Шри-Ланки, Омана, Бахрейна, Украины, Индии. Сын Максим Ваняикин (род. 1999) — легкоатлет, специалист по тройному прыжку.